# Pasaż (jeździectwo)

Pasaż.

Pasaż – zaawansowany element ujeżdżenia, przy którym koń porusza się niezbyt szybkim kłusem, wysoko unosząc kończyny i zawieszając je na moment w powietrzu.

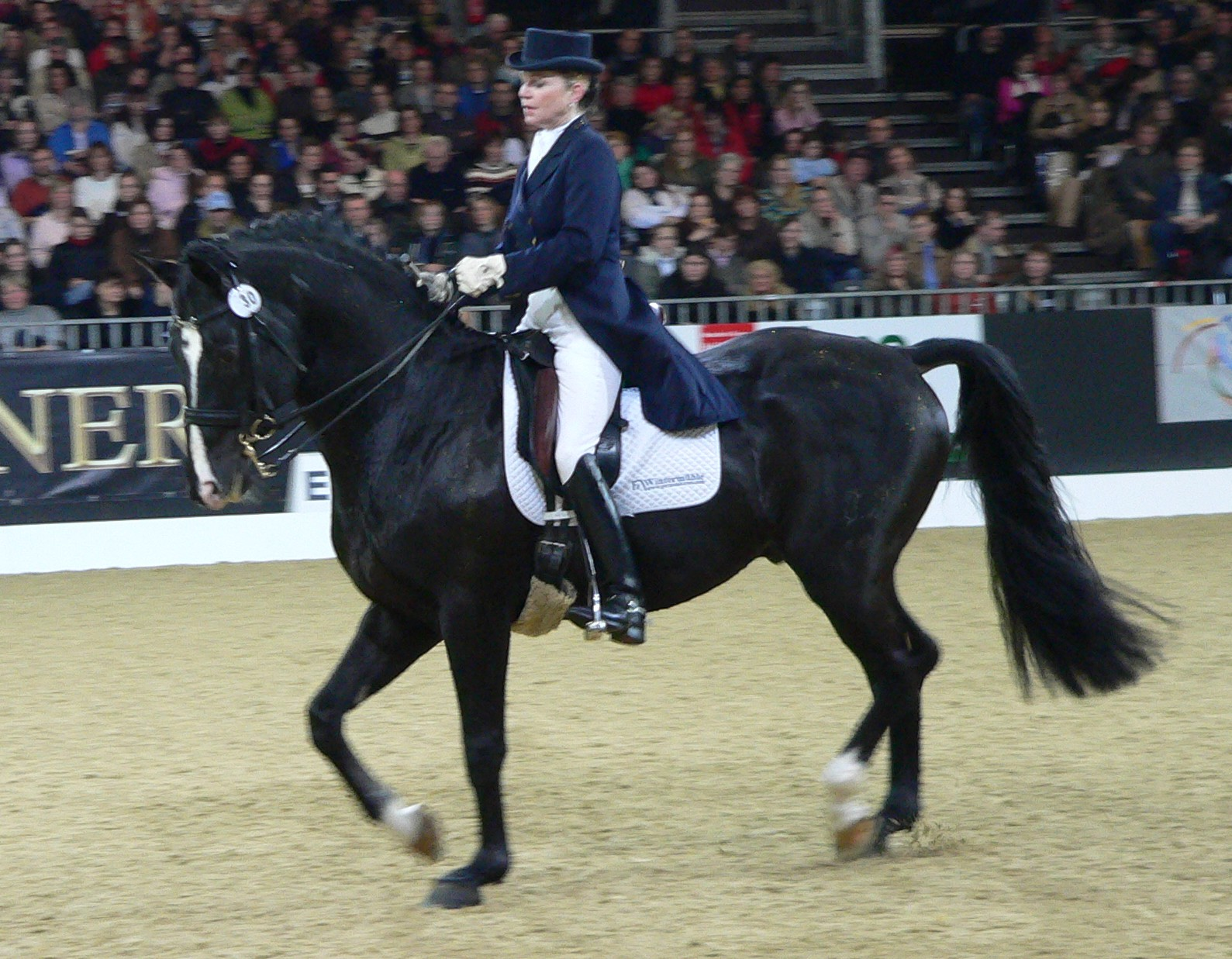
Pasaż.